# Waruna Lakshanb Dayarathna
Waruna Lakshanb Dayarathna (ur. 14 maja 1988) – lekkoatleta ze Sri Lanki specjalizujący się w rzucie oszczepem.
Medalista mistrzostw Sri Lanki (m.in. złoty medal w 2012). 
Rekord życiowy: 82,19 (9 kwietnia 2017, Diyagama).